# Leptothrips arizonensis
Leptothrips arizonensis är en insektsart som beskrevs av Johansen 1987. Leptothrips arizonensis ingår i släktet Leptothrips och familjen rörtripsar. Inga underarter finns listade i Catalogue of Life.